# Staustufe Eddersheim
Die Staustufe Eddersheim ist eine Staustufe des Wasserstraßen- und Schifffahrtsamts am Main in Hessen. In Fließrichtung zum Rhein ist sie von den 34 Mainstaustufen die vorletzte flussabwärts bzw. in Gegenrichtung die zweite Staustufe flussaufwärts. Sie verläuft bei Mainkilometer 15,551 auf einer Höhe von 87,53 Meter über Normalnull vom rechtsmainischen Ort Eddersheim im Norden zum linksmainischen Gewerbegebiet Mönchhof (Gemarkung Kelsterbach) im Süden. Die Staustufe Eddersheim besteht (in Fließrichtung von links nach rechts) aus Wehr, Schiffs- und Sportbootschleuse, Wasserkraftwerk, Fischtreppe und einem für den öffentlichen Fußverkehr freigegebenen Wehrsteg. Die gesamte Anlage im funktionalen Bauhausstil der 1920er-Jahre steht unter Denkmalschutz und ist Anlaufpunkt der Route der Industriekultur Rhein-Main Hattersheim am Main. Die Schleuseninsel ist ein Vogelschutzgebiet. Am rechtsmainischen Ufer verläuft der Hessische Radfernweg R3.

## Geschichte
Bereits 1883 begann der Ausbau des Mains mit Nadelwehren, um die Anbindung an die Rheinschifffahrt sicherzustellen. In den 1930er-Jahren wurde der Main in der heutige Form ausgebaut.
Bereits 1928 wurden in der Mönchhofstraße auf der Eddersheimer Uferseite sechs Siedlungshäuser auf aufgeschüttetem Grund gebaut, davon vier für Arbeiter und zwei für Beamte. Diese Arbeiter- und Beamtenhäuser im Heimatschutzstil waren auf Selbstversorgung ausgelegt und unterschieden sich durch ihre Lage auf dem Grundstück, die Wohnungsgröße und die Fassadengestaltung.
Für den Ende 1930 öffentlich ausgeschriebenen und im Mai 1931 begonnenen Bau der Staustufe wurden 1,5 Millionen Kubikmeter Erde bewegt und 78.000 Kubikmeter Beton und 10.000 Tonnen Stahlspundwände verbaut. Bei den Bauarbeiten kamen Kurt Weber aus Rüstringen († 8. Mai 1931), Karl Beisel aus Heidelberg († 11. Mai 1932) und Walter Schug aus Lohmar († 22. Februar 1934) ums Leben. Am 1. Oktober 1934 wurden das Wehr und die Schleusen in Betrieb genommen.
Das Wasserkraftwerk der Staustufe Eddersheim wurde bereits 1931 geplant. Es sollte baugleich mit dem mainaufwärts befindlichen Kraftwerk der Staustufe Griesheim sein, das schon 1932 betriebsbereit war. Die Stadt Frankfurt am Main stellte dem Deutschen Reich als Bauherr Mittel für den Ausbau der Kraftwerke zur Verfügung und sollte im Gegenzug 35 Jahre lang den erzeugten Strom erhalten. Die Fertigstellung des Kraftwerks verzögerte sich allerdings aus finanziellen Gründen und durch die Mangelwirtschaft während des Zweiten Weltkriegs. Wegen des fehlenden Stahls wurde die geplante Konstruktion zugunsten eines Betonskelettbaus verändert. Das Laufwasserkraftwerk wurde daher erst  1940/1941 erbaut und 1942 in Betrieb genommen. Im selben Jahr wurde die bereits 1928 angelegte Wohnsiedlung in der Mönchhofstraße durch drei Doppelhäuser in der parallel verlaufenden Eddersheimer Kraftwerkstraße erweitert. Der Kriegszeit entsprechend waren diese kleiner und schlichter in der Ausführung und mit Luftschutzkellern ausgestattet.

## Technik

### Wehr
Seit der Inbetriebnahme 1934 besteht die Wehranlage aus drei beweglichen Walzenwehren. Jedes hat eine Länge von 40 Meter und einen Durchmesser von 4,30 Meter. Bei extremen Hochwasser können die Walzen komplett aus dem Main gezogen werden. Die Länge der Stauhaltung beträgt bis zur Staustufe Griesheim 13,136 Kilometer.

### Schiffs- und Sportbootschleuse
Die Staustufe Eddersheim hat zwei Schleusenkammern für die Binnenschifffahrt mit Vorhäfen auf der linksmainischen „Mönchhofseite“. Die Nordschleuse lässt sich in zwei Kammern mit Längen von 345,46 Meter und 344,26 Meter sowie Breiten von 12,05 Meter und 15,05 Meter unterteilen. Seit Januar 2013 wird die Schiffsschleuse von der Leitzentrale Kostheim aus fern bedient.

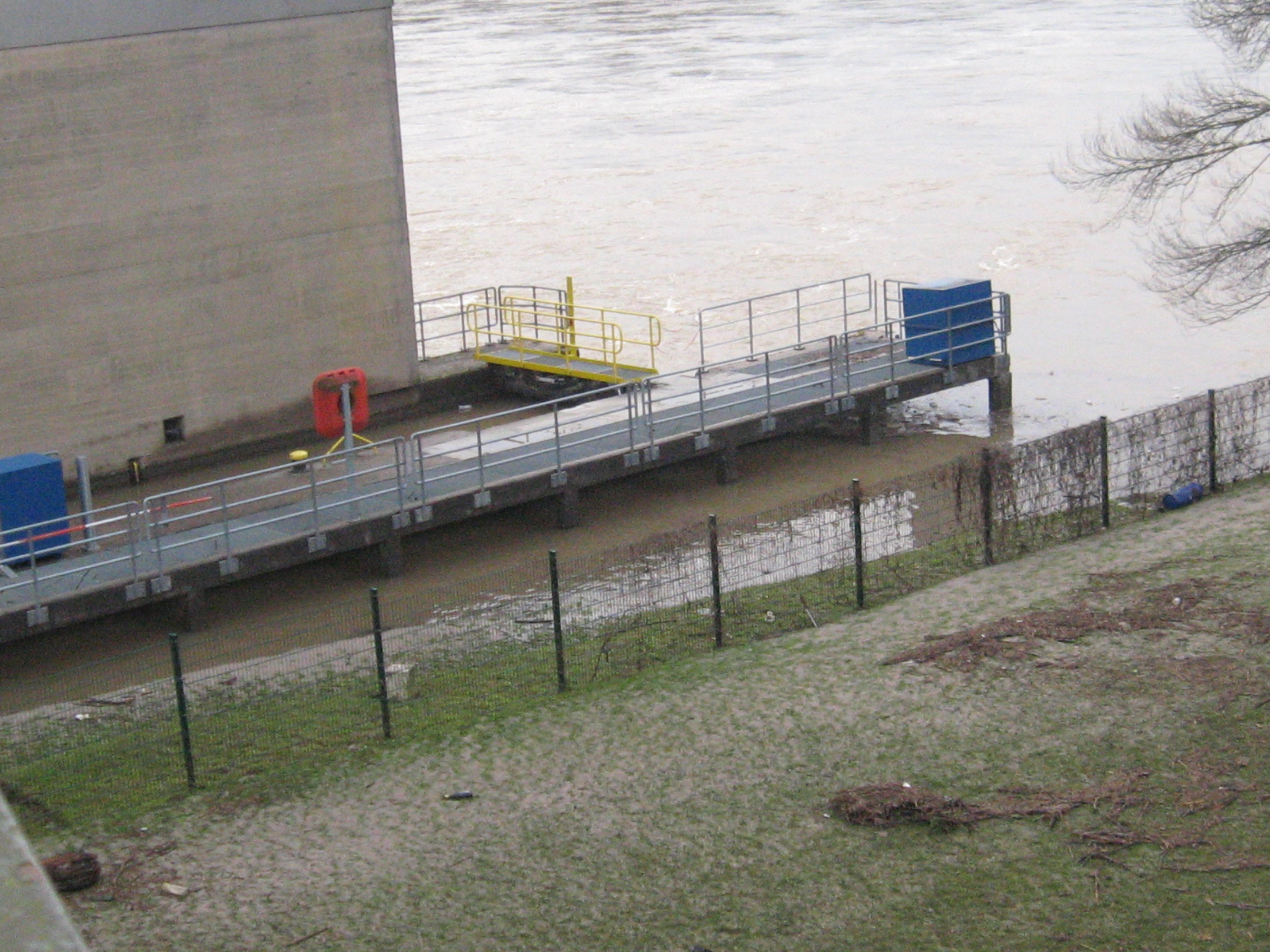
Sportbootschleuse (2011)

Für Sportboote befindet sich eine Selbstbedienungsschleuse auf der rechtsmainischen Eddersheimer Seite.

### Wasserkraftwerk
Die Fallhöhe liegt im Mittel bei 3,61 Meter. Im Kraftwerk arbeiten drei Drehstrom-Synchron-Generatoren, die von Kaplanturbinen, mit je vier Laufschaufeln, angetrieben werden. Die Turbinen drehen sich gleichmäßig mit 75 Umdrehungen pro Minute. Der Durchmesser jeder Turbine beträgt 4,10 Meter. Jeder Generator erzeugt eine Induktionsspannung von 5.250 Volt und eine maximal mögliche Wirkleistung von 1,8 Megawatt. Der Gesamtwirkungsgrad beträgt dann etwa 90 Prozent. Die durchschnittlich erzeuge Jahresleistung der elektrischen Arbeit liegt zwischen 25 und 30 Millionen Kilowattstunden, abhängig vom Abfluss des Mains, was einer Versorgung von 7.000 bis 8.000 Haushalten, bei 3.500 Kilowattstunden je Haushalt und pro Jahr entspricht. Es ist neben dem Wasserkraftwerk Griesheim das einzige Kraftwerk, welches direkt vom Wasserstraßen- und Schifffahrtsamt Main betrieben wird. Der Strom wird über die Firma Mainova vermarktet.

### Fischtreppe
Am nördlichen Mainufer befindet sich eine nicht dem heutigen Stand entsprechende Fischtreppe. Für die Jahre 2027 bis 2031 ist daher der Bau einer modernen Aufstiegsanlage geplant, deren Kosten 19 Millionen Euro betragen sollen.

## Wehrsteg

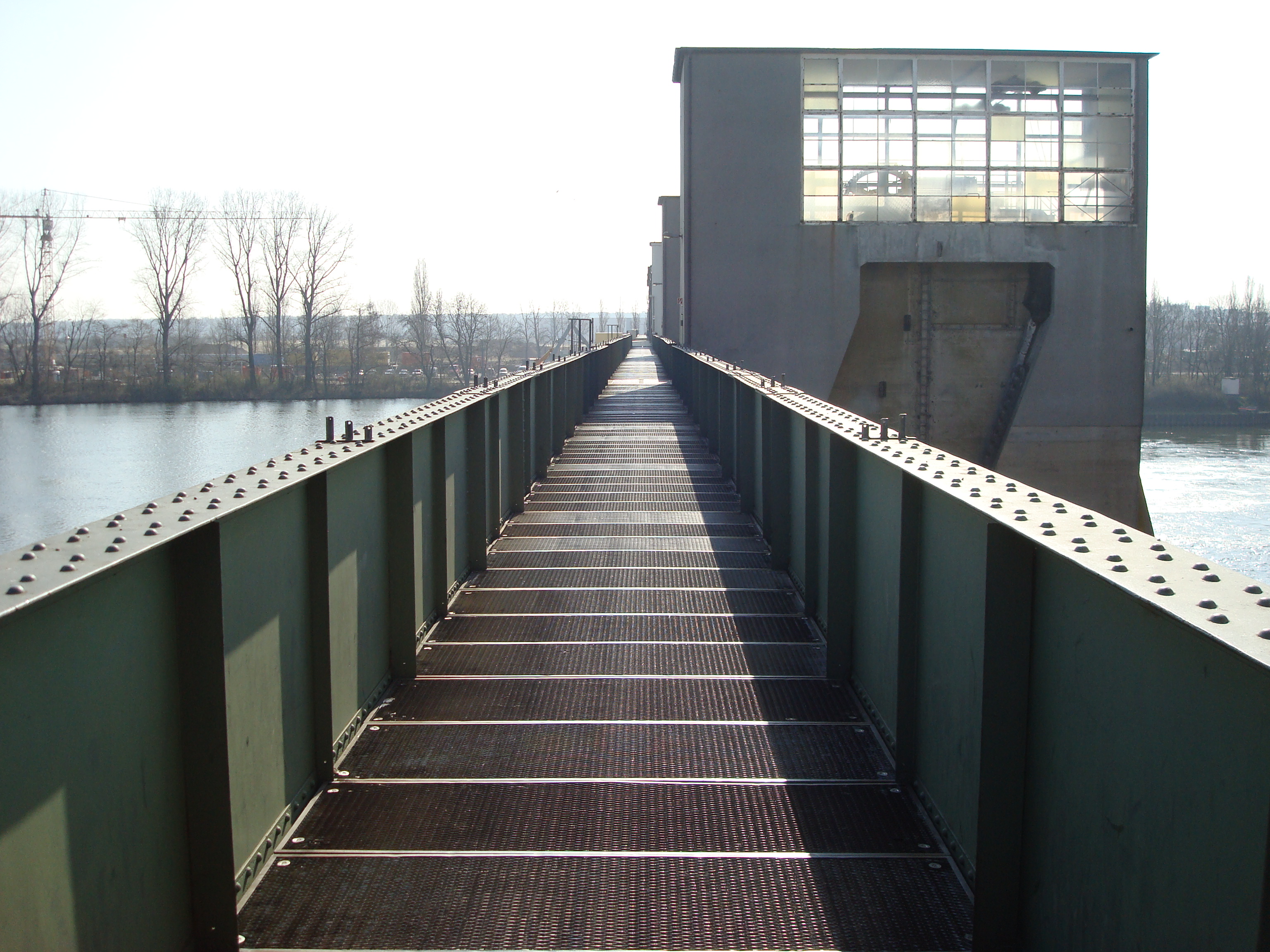
DerWehrsteg in Richtung Gewerbegebiet Mönchhof bzw. Kelsterbacher Gemarkung (2011)

Ein Fußgängersteg überbrückt den Main und verbindet die Walzenwehren sowie das Schleusengebäude. Der nicht barrierefreie Steg ist für den öffentlichen Fußgängerverkehr freigegeben.

## Landschaftsschutzgebiet
Die 146 Hektar große Schleuseninsel wurde 2003 zusammen mit der Schleusenanlage in Frankfurt-Griesheim am Untermain als Europäisches Vogelschutzgebiet DE5916402 Untermainschleusen ausgewiesen. Geschützt ist neben der Insel und den umgebenden Wasserflächen auch die angrenzende Auenlandschaft, die gleichzeitig ein Erlebnisraum für die stille, landschaftsgebundene Erholung ist. Auf der Insel gibt es Brutplätze für den Kormoran und Graureiher und Saatkrähenkolonien, die von landesweiter Bedeutung sind. Wertvoll sind die Flächen außerdem für Schwarzmilan und Eisvogel sowie für Zugvögel wie den Gänsesäger und den Haubentaucher.

## Trivia
In der am 14. Oktober 1960 erstmals ausgestrahlten 11. Episode der Fernsehserie Die Firma Hesselbach mit dem Titel „Der Betriebsausflug“ ist die Durchfahrt durch die Staustufe Eddersheim zu sehen.